# هيلويسا خورخي
هيلويسا خورخي (بالبرتغالية: Heloísa Jorge‏)، هي مُمثلة ومُخرجة أنغولية.

## أعمالها

### مُسلسلات
| السنة   | العُنوان الأصلي للفيلم | الدور                | ملاحظات                               |
| ------- | --------------------- | -------------------- | ------------------------------------- |
| 2012    | Gabriela              | فابيانا              |                                       |
| 2014    | Jikulumessu           | جميلة بيريرا         |                                       |
| 2016    | Liberdade, Liberdade  | لواندا دوس سانتوس    |                                       |
| 2017    | A Lei do Amor         | لورا كوريرا دا سيلفا | الحلقات من : "16 يناير" إلى "31 مارس" |
| 2017–18 | Sob Pressão           | جاكلين فاز           | الموسم 1–2                            |
| 2019    | A Dona do Pedaço      | غيلدا كونيا ماثيوس   |                                       |

### أفلام
| السنة       | العُنوان الأصلي للفيلم       | الدور            | ملاحظات |
| ----------- | --------------------------- | ---------------- | ------- |
| 2015        | Se te Queres Matar, Mata-te |                  |         |
| 2017        | Casca de Baobá              | ماريا            |         |
| 2018        | Bate Coração                | الدكتورة كلاوديا |         |
| سيُحدد لاحقا | Sujeito Oculto              |                  |         |

## روابط خارجية
هيلويسا خورخي على موقع IMDb (الإنجليزية)
- هيلويسا خورخي على موقع قاعدة بيانات الفيلم (الإنجليزية)